# Kuchyně Mali

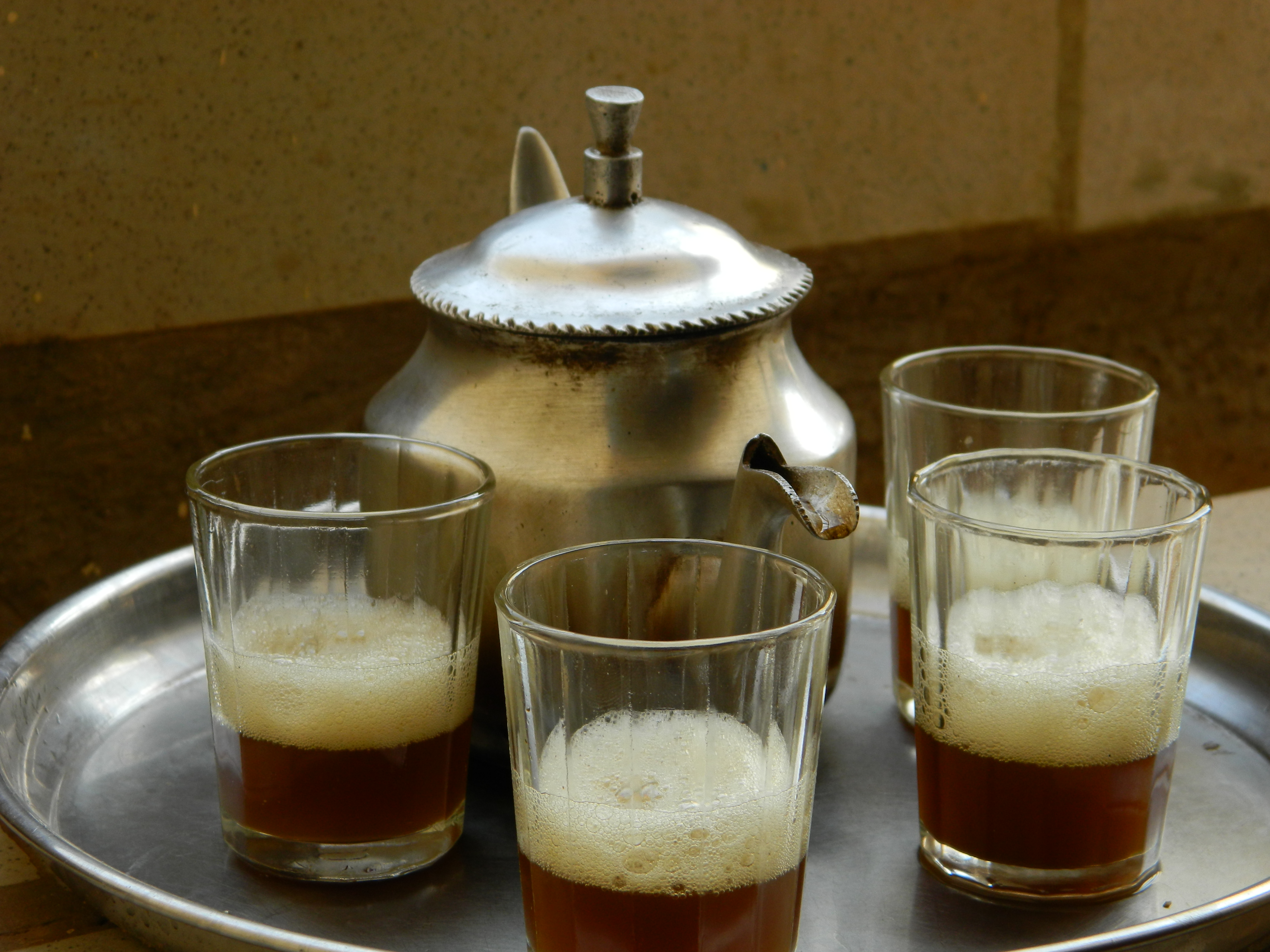
Malijský čaj

Kuchyně Mali je založena na obilovinách, převážně pak na rýži a jáhlách. Dalšími ingrediencemi jsou maso, ovoce (např. mango), batáty (sladké brambory) nebo arašídy.

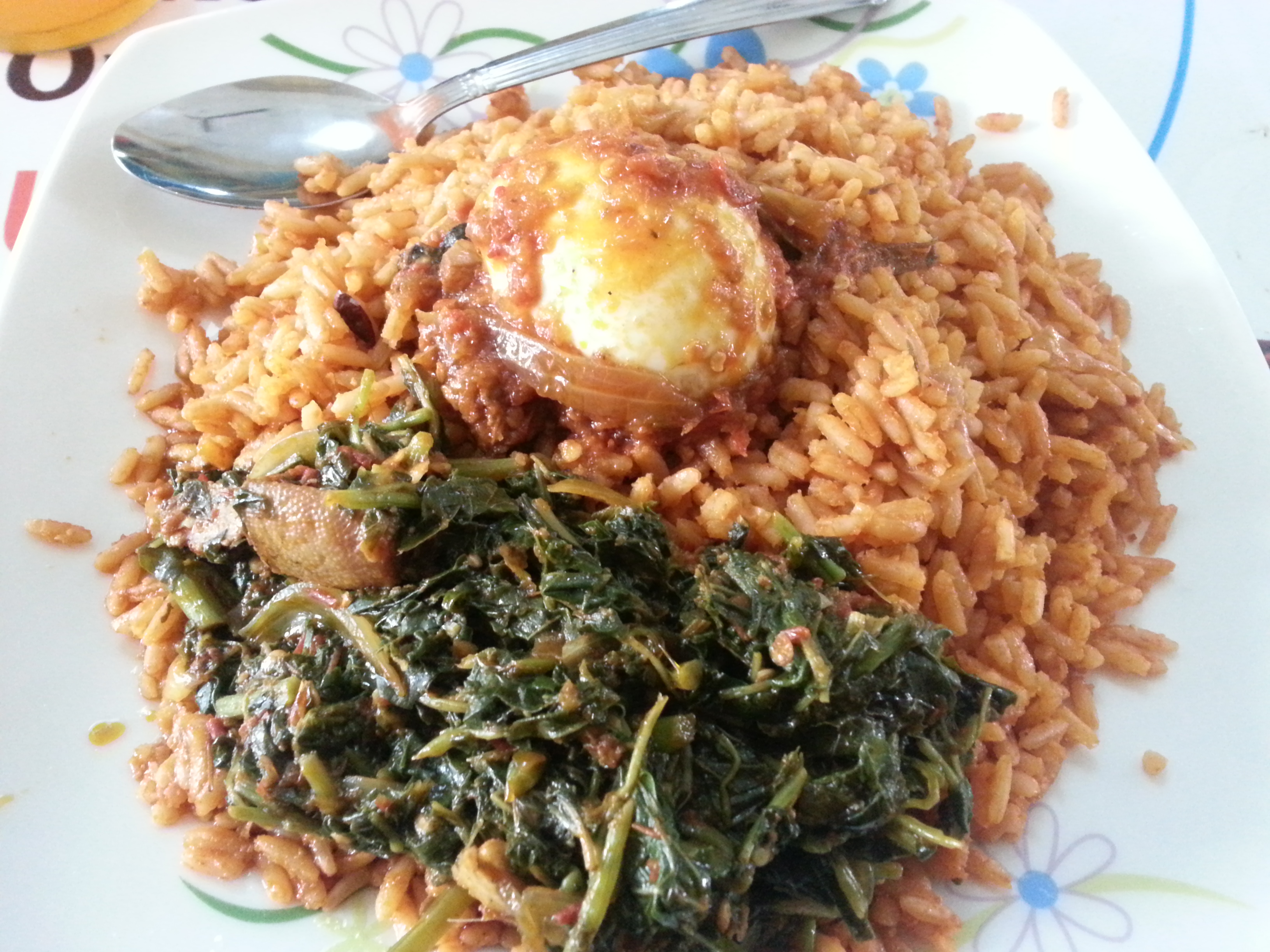
Jollof rice

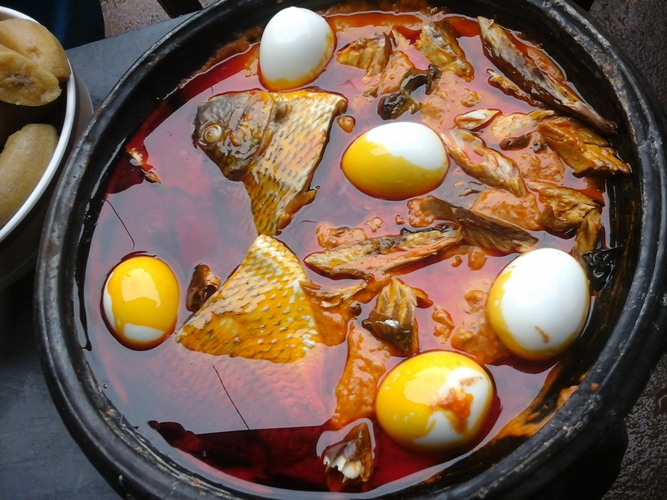
Rybí pokrm s maafe

## Malijské pokrmy

### Přílohy
- Fufu, nevýrazná placka konzistencí připomínající hustou bramborovou kaši, rozšířená po celé Africe
- Ngome, chléb pouze z jáhel, vody a oleje[1][2]
- Taguella, tradiční chléb národa Tuaregů

### Pokrmy
- Maafe, arašídová omáčka. Rozšířená po celé západní Africe, ale pochází právě z Mali[3]
- Jollof rice, rýžová směs podobná paelle, v Mali se tento pokrm často označuje bambarským názvem zaamè

### Nápoje
- Čaj